# Додатки Firefox
Додатки Firefox — крихітні модулі, що додають нову функціональність в програму Mozilla Firefox. Механізм додатків (не плутати з плагінами) дозволяє гнучко керувати функціоналом програми, який у початковому наборі досить аскетичний. Кожен користувач сам визначає, які додатки йому потрібні. В тенетах доступні додатки для Mozilla Thunderbird, SeaMonkey, Netscape, Nvu, Flock, Sunbird і Mozilla Suite.

## Найпоширеніші додатки Firefox
З вільним відкритим кодом:
- Adblock Plus — блокування реклами
- Bitwarden(інші мови) — захищений і вільний менеджер паролів для всіх пристроїв[1][2]
- CanvasBlocker — розширення для роботи з API JS[3][4][5]
- Clear Browsing Data — дозволяє видаляти дані веб-перегляду безпосередньо з панелі інструментів браузера[6]
- Dark Reader(інші мови) — темний вигляд для кожного мережевого сайту[7]
- Decentraleyes(інші мови) — дозволяє вимкнути відстеження користувачів, звернувшись до сторонніх бібліотек у системах доставки вмісту (CDN) інтернет-сайтів, розширення з вільним відкритим кодом[8][9]
- Ghostery(інші мови) — інструмент конфіденційності та розширення для блокування реклами, блокує трекери, прискорює роботу веб-сайтів і блокує рекламу скрізь, включаючи YouTube і Facebook[9][10]
- Firebug — зневаджувач JavaScript та інспектор DOM
- HTTPS Everywhere — припинене розширення з вільним відкритим кодом, створене EFF, яке автоматично змушує веб-сайти використовувати більш безпечне з'єднання HTTPS замість HTTP, якщо вони його підтримують, опція "зашифрувати всі відповідні сайти" дозволяє блокувати та розблоковувати всі з'єднання браузера, які не є HTTPS[9]
- LanguageTool — вільне розширення, яке дозволяє перевіряти граматику, орфографію та стиль текстів[11]
- Linguist — вільний інструмент з відкритим вихідним кодом для перекладу веб-сторінок, виділеного тексту, субтитрів Netflix і приватних повідомлень; доступно 130 мов, переклади можна зберігати в особистому словнику і він ніколи не збирає особисті дані[12]
- muPDF(інші мови) — вільний з відкритим кодом, переглядач PDF, XPS, і EPUB для ВогнеЛиса[13]
- NoScript(інші мови) — розширення, що блокує виконання JavaScript, аплетів Java, Flash та інших потенційно небезпечних компонентів HTML-сторінок[14][9]
- Privacy Badger(інші мови) — сприяє збалансованому підходу до конфіденційності в Інтернеті між користувачами та провайдерами шляхом блокування реклами та відстеження файлів cookie, розширення з вільним відкритим кодом, створене EFF[15]
- Privacy Possum — блокує трекери, що використовують методи відстеження[9][16]
- Private Window Vanisher — допомагає зробити так, щоб приватні вікна або вікна інкогніто зникали через певний проміжок часу[17]
- Read Aloud: A Text to Speech Voice Reader — читає вголос поточну статтю на веб-сторінці, підтримує 40+ мов[18].
- Translate Web Pages — перекладає сторінку в режимі реального часу за допомогою Google або Bing, не відкриваючи нові вкладки[19]
- Zotero — менеджер бібліографій, спрощує літературний пошук в інтернеті та цитування (створення списку літератури) при написанні наукових статей тощо.
- Web Archives — перегляд заархівованих і кешованих версій веб-сторінок у різних пошукових системах, таких як Wayback Machine та Archive.is[20]
- 1VPN Browser Extension — розширення для доступу до контенту з регіональними обмеженнями[21], ліцензоване під GPL-3.0[22]

Різні:
- ColorZilla(інші мови) — піпетка вибору кольору[23]
- Download All Images — дозволяє зберігати зображення з широким спектром функцій налаштування, таких як розмір файлу, розміри та тип зображення[24]
- DownThemAll!(інші мови) — реалізація функціональності менеджера завантажень / прискорювача[25]
- Exif Viewer — відображає дані Exif та IPTC у локальних та віддалених зображеннях JPEG[26]
- Firefox Multi Account Containers[27]
- Free Download Manager — офіційний менеджер завантажень FDM інтегрований в браузер[28]
- GProxy Plus — дозволяє використовувати локальний проксі Freegate у Firefox і Thunderbird[29]
- iMacros
- Image Zoom(інші мови)
- Flagfox — показує прапор країни, ґрунтуючись на фізичному розміщенні вебсервера, локальний час та провайдер (ISP), а також надає такі засоби, як-от: перевірка безпеки сайта, ХтоЦе(Whois), автоматичний переклад, валідація коду сторінки, тощо...[30]
- Html Validator — додає перевірку HTML всередині Firefox[31]
- media-cache — дозволяє кешувати та завантажувати відео- та аудіоконтент під час перегляду на різних веб-сайтах[32]
- OneTab — перетворює вкладки у список та зменшує пам'ять браузера[33]
- User-Agent Switcher and Manager — замінює інформацію про тип браузера та операційну систему[34]
- Search by Image — інструмент зворотного пошуку за зображенням(інші мови), що підтримує декілька пошукових систем, таких як Google, Bing, Yandex, Baidu та TinEye[35]
- ScrapBook — дозволяє зберігати вебсторінки для перегляду в офлайні у вигляді деревоподібної бази даних
- Torrent Finder Toolbar — панель пошуку торрентів, яка дозволяє здійснювати пошук на більш ніж 180 торрент-сайтах і трекерах, так само, як використовувати для пошуку форму www.torrent-finder.com[36]
- Validate Phone Number — дозволяє перевіряти автентичність телефонних номерів, надає інформацію про оператора та місцезнаходження, а також вказує, чи це стаціонарна або мобільна лінія[37]
- Wikipedia-EN — пошук у Вікіпедії[38]
- WebRTC Protect — інструмент конфіденційності[39]
- Панель інструментів Вікіпедії(інші мови).